# Traveler : Ennemis d'État
Pour les articles homonymes, voir Traveler.
Traveler est une série télévisée américaine en huit épisodes de 42 minutes, créée par David DiGilio et diffusée entre le 10 mai 2007 et le 18 juillet 2007 sur le réseau ABC.
En France, la série a été diffusée en deux soirées entre le 26 août 2010 et le 2 septembre 2010 sur France 4 et entre le 26 décembre 2012 et le 5 janvier 2013 sur France Ô. En Belgique, la série a été diffusée sur Plug RTL.

## Synopsis
La série retrace la cavale de Jay Burchell et Tyler Fog, deux étudiants de l'université Yale qui deviennent suspects dans l'explosion du Musée Drexler à New York. Leur ami et colocataire Will Traveler semble leur avoir tendu un piège afin de les faire passer pour les responsables de cet attentat terroriste… Alors qu'une chasse à l'homme est lancée après eux, Burchell et Fog cherchent des preuves de leur innocence en cherchant Will Traveler qui semble ne jamais avoir existé, ceci sur fond de conspiration gouvernementale.
Voulant découvrir la vérité, Burchell et Fog partent à la recherche de Will Traveler et découvrent, au fil des épisodes, de nouveaux traits de sa personnalité. Ayant appris qu'ils sont les victimes d'une machination politique à l'intérieur même du pays (la « Quatrième Branche »), Jay et Tyler apprennent d'abord par une libraire, Maya, que Will est un espion ayant pour mission de les piéger. Par la même occasion, Maya leur avoue qu'elle est la compagne de Will et que les deux jeunes hommes devaient mourir lors de l'attentat. Par amitié pour eux, Will avait décidé de les sauver ainsi que tous les visiteurs du musée. Elle leur explique enfin que Will Traveler n'est qu'un de ses multiples noms.

## Distribution
- Matthew Bomer (V. F. : Thomas Roditi) : Jay Burchell
- Logan Marshall-Green (V. F. : Serge Faliu) : Tyler Fog
- Aaron Stanford (V. F. : Jérémy Prévost) : Will Traveler
- Viola Davis (V. F. : Nathalie Duverne) : Agent Jan « Naj » Marlow
- Steven Culp (V. F. : Georges Caudron) : Agent Fred Chambers
- Anthony Ruivivar (V. F. : Luc Boulad) : Agent Guillermo Borjes
- Sonja Bennett (V. F. : Stéphanie Hédin) : Maya
- Tyler Labine (V. F. : Emmanuel Gradi) : Eddie Hahn

## Épisodes
1. Voyage initiatique (Pilot)
2. La Fuite (The Retreat)
3. Retour à New Haven (New Haven)
4. La Porte de sortie (The Out)
5. Interrogatoire (The Tells)
6. Délit d'initié (The Trader)
7. Retrouvailles (The Reunion)
8. L'Échange (The Exchange)

## Autour de la série

### Arrêt de la série
Arrêtée après huit épisodes, la série Traveler garde en suspens ses secrets durant quelque temps. David DiGilio, le créateur de la série, indique sur le net ce qui devait advenir des personnages et de leur situation. Il répond, notamment, à l'une des grandes questions de la série : qui est vraiment Will Traveler ?

### Révélation du scénario complet
David DiGilio annonce sur le net que Will Traveler s'appelle, en réalité, Stephen Meiler. Élevé par sa mère, il vivait en Arizona. À l'âge de douze ans, il fait la connaissance de son oncle qui lui apprend les arts martiaux notamment le style Krav-maga. Encouragé par son oncle, il s'engage dans l'armée qui le forme et l'envoie en Irak. Servant en Irak durant trois ans, il fait la connaissance de Jack Freed (qui aurait été joué par Neal McDonough), l'une des têtes pensantes de la Quatrième Branche, qui l'engage pour lutter contre le terrorisme intérieur.
Ainsi, il accomplit de nombreux exploits dont l'arrestation d'un groupe néo-nazi. Puis, il va sur Deer Habor et prend le nom de Daniel Taft. Là-bas, il fait la connaissance de Maya dont il tombe amoureux.
En 2005, Stephen prend l'identité de Will Traveler et passe à New Haven, dans le Connecticut afin d'espionner et obtenir la confiance de Jay Burchell et de Tyler Fog dont les pères sont connus de la Quatrième Branche.
DiGilio indique enfin ce qui devait se passer pour les personnages. Ainsi, à la fin de la série, Will devait se sacrifier afin de sauver la vie de son ami, Jay Burchell.